# Noël Coleman
Noël Coleman (Leopoldsburg, 17 januari 2000) is een Belgisch basketballer.

## Carrière
Coleman volgde zijn middelbare school in de Verenigde Staten. In 2019 ging hij collegebasketbal spelen voor de San Diego Toreros, hij speelde er een seizoen. In 2020 maakte hij de overstap naar de Hawaii Rainbow Warriors waar hij van 2020 tot 2024 speelde en studeerde. Hij werd niet gekozen in 2024 in de NBA draft. In 2025 tekende hij zijn eerste profcontract bij de Belgische eersteklasser Kortrijk Spurs.